# USA Act
USA Act, acronimo di Uniting and Strengthening America Act of 2001, è una proposta di  legge federale statunitense creata come espansione del Foreign Intelligence Surveillance Act. Fu approvata da entrambe le camere del Congresso ma non fu firmata perché confluì nello USA PATRIOT Act.

## Contenuti
Questa legge è stata progettata per ampliare la protezione dei cittadini dagli attacchi terroristici, particolarmente dopo gli attentati dell'11 settembre 2001, aumentando il potere delle forze dell'ordine. 

## Iter di approvazione
L'iter di approvazione della proposta di legge fu alquanto rapido. Di seguito i vari passaggi:
- 2 ottobre 2001 - Il disegno di legge è presentato da James Sensenbrenner.
- 11 ottobre 2001 - Il Senato degli Stati Uniti approva il disegno di legge con 96 sì e 1 no.
- 12 ottobre 2001 - La Camera dei Rappresentanti approva il disegno di legge con 337 sì, 79 no e 1 astenuto.

La legge non viene firmata dal Presidente perché si decide di farla confluire nello USA PATRIOT Act.

## Caratteristiche
Si differenzia dal FISA principalmente per la definizione di terrorismo: l'USA Act lo definisce come "atti che appaiono tesi ad influenzare la politica di un governo con l'intimidazione o la coercizione".

## Critiche
L'atto è stato molto contestato poiché ha ampliato la sorveglianza sui civili ed ha autorizzato la CIA allo spionaggio domestico. Inoltre ha pesantemente limitato i diritti dei detenuti accusati di atti terroristici e, tra le varie restrizioni, ha fatto molto discutere quella che permette alla polizia di registrare i discorsi privati tra gli imputati e i loro legali.

Il direttore dell'ufficio di New York della Commissione ONU sui Diritti Umani ha comunicato in proposito: 
(Bacre Ndiaye)